# Leptopterigynandrum subintegrum
Leptopterigynandrum subintegrum är en bladmossart som beskrevs av Brotherus 1925. Leptopterigynandrum subintegrum ingår i släktet Leptopterigynandrum och familjen Thuidiaceae. Inga underarter finns listade i Catalogue of Life.